# Neotoma magister
Neotoma magister és una espècie de mamífer rosegador de la família dels cricètids. És endèmica de l'est dels Estats Units, on viu a altituds de fins a 1.000 msnm. Es tracta d'un animal solitari. Els seus hàbitats naturals són les rossegueres i els penya-segats rocosos. Està amenaçada per la desforestació i la fragmentació del seu medi, així com el parasitisme del nematode Baylisascaris procyonis. El seu nom específic, magister, significa ‘mestre’ en llatí.